# Fondation de la Maison de Bragance
Pour les articles homonymes, voir Maison de Bragance et Bragance.
La Fondation de la Maison de Bragance (en portugais Fundação da Casa de Bragança) a pour mission de maintenir unis, conserver et administrer les immenses biens privés de la Maison de Bragance au Portugal. Car le roi, exilé à Londres, jouissait toujours de ces biens en exil, à part entière, après l'extinction du Majorat de la Maison de Bragance en 1910, tout comme de ses autres biens personnels hors de celui-ci, l'ensemble patrimonial de la Maison de Bragance étant le plus important au Portugal, et l'un des plus grands d'Europe. Elle fut instituée le 21 novembre 1933 par Salazar à la mort du dernier roi du Portugal Manuel II, en 1932, d'après le testament du roi de 1915.

## Création
Les biens privés de la maison ducale de Bragance sont restés séparés des biens de la couronne de Portugal, quand elle fut appelée au trône portugais en 1640 par les Trois États du royaume. De même, ils sont restés séparés des biens particuliers des souverains portugais, autres que ceux de la Couronne.
Cela puisque, en 1641, lors de la création par le roi Jean IV du titre de Prince du Brésil comme apanage des héritiers du trône, en faveur de son fils ainé, le prince Théodose de Portugal, ces biens, meubles et immeubles, furent transformés en majorat, dont les revenus furent attribués par le fondateur de la dynastie ad-infinitum aux héritiers de la couronne, titrés à ce même effet en second lieu ducs de Bragance, en correspondance avec l'usufruit par les Princes du Brésil des biens particuliers des Bragance, seconds en importance seulement à ceux de la maison royale.
Dans le régime démocratique libéral implanté en Portugal après la guerre civile portugaise (1832-1834), les biens de la Couronne sont devenus les biens de l'État ; et les majorats ont été prohibés après 1861, la loi gardant comme seule exception ad-hoc celui de la Maison de Bragance, qui survécut jusqu'en 1910.
Les gouvernements de la Première et de la Deuxième République portugaises ont respecté le caractère de propriété privée des biens des Bragance et c'est pourquoi le roi Manuel II reçut l'intégralité des revenus de ses biens en exil, tout comme de ceux de la Maison de Bragance, ceux-ci comme les autres devant d'ores et déjà devenir partagés après lui, si Manuel II n'était pas mort si jeune et sans successeurs proches autres que les reines Amélie d'Orléans et Auguste Victoire de Hohenzollern-Sigmaringen, sa mère et sa femme.
En effet, d'après l'article 14 du testament royal, le roi légua toutes ses riches collections d'art privées au peuple portugais, avec l'obligation de création, au Portugal, d'un musée pour les exhiber publiquement. 
Décidant pourtant ensemble non seulement d'accepter les termes du vieux testament du roi de 1915 comme d'élargir son sens général, Salazar et les deux reines sont tombés d'accord pour la création de la nouvelle fondation comme institution d'utilité publique, à charge de tous biens utiles, avec des fonctions culturelles, religieuses, artistiques, et sociales. Cette fondation ajouta la plupart des biens personnels du roi à ceux qu'il détenait dans le patrimoine de la Maison de Bragance, sauf toutefois ses legs aux deux reines et à quelques particuliers.

## Siège et objectifs
La Fondation de la Maison de Bragance a pour objectifs statutaires de défendre et garder uni son patrimoine unique, en le préservant et, selon le dernier désir du roi, en le mettant au service culturel du peuple portugais. Elle a encore d'autres objectifs historiques, religieux, sociaux, culturels, d'assistance publique, de mémoire dynastique, etc.
Le siège de la fondation est situé au palais de Massarelos, ancien palais royal de la reine Marie II de Portugal, sis à Caxias, près de Lisbonne, depuis l'an 2002 que fut terminée sa restauration.

## Patrimoine principal
Son patrimoine intègre, outre les domaines patrimoniaux indivisibles de la Maison de Bragance, les biens particuliers de la fortune laissée par le roi Manuel II.
Le symbole national le plus voyant administré par la fondation est celui de l'ensemble monumental agrégé au Palais ducal de Vila Viçosa, qui comprend encore les églises Panthéon des Ducs, du Panthéon des Duchesses, le Parc Ducal le Couvent de Chagas, et le Palais des Évêques à Vila Viçosa, siège des Archives de la Maison de Bragance. 
Quelques-uns des plus beaux châteaux-forts du Portugal lui appartiennent aussi, comme ceux du Palais-Chateau de Alvito, Vila Viçosa, Portel et Alter do Chão. Un de ses couvents, celui de Chagas, à Vila Viçosa, est exploité par le groupe hôtelier portugais Pestana comme Pousada (cf. Pousada D. João IV), tout comme son Palais-Château d'Alvito (vd. Pousada de Alvito).
Les vastes propriétés agricoles de la Fondation de Bragance, son nom usuel le plus court, se situent au long de treize départements portugais. Et pour cause, elle fonda, en 1987, à Vendas Novas, la Escola Agrícola D. Carlos I, une école agricole exploitée depuis novembre 1996 par une association créée à cette fin par la fondation, la Associação Técnico Profissional D. Carlos I.
La fondation détient aussi, entre autres, le Palais de São Marcos, près de Coïmbre, de la période de la Renaissance, qui jusqu'à la révolution de 1974 la fondation mit à la disposition de Duarte, duc de Bragance, et de sa femme la princesse brésilienne Françoise d'Orléans-Bragance, après leur retour d'exil au Portugal, dans les années quarante, en pleine Seconde Guerre mondiale. Ce fut leur résidence principale jusqu'à la Troisième République portugaise, Salazar ne désirant pas les voir habiter Lisbonne, ni aucune autre grande ville.

## Relation avec la maison royale de Portugal
Bien que les princes de la maison de Bragance n'aient aucun droit considéré aux revenus de la fondation, ils jouissent de sa coopération historique et culturelle, et font marquer quelques actes principaux de leur vie familiale à Vila Viçosa, comme leur enterrement aux Panthéons des ducs et des duchesses ou comme le baptême officiel d'un de leurs enfants à l'église du Palais.
Le chef de la maison royale de Portugal, Dom Duarte de Bragance, préside lui-même à la fondation Dom Manuel II (Fundação Dom Manuel II), créée avec les biens des reines Amélie d'Orléans, dont il était le filleul, et Auguste Victoire de Hohenzollern. À ce titre, il a charge de régler les relations entre les deux fondations.

## Contestation juridique de la Fondation de Bragance
Aujourd'hui, beaucoup de Portugais,[réf. nécessaire] toujours, déplorent que les biens des Bragance ne soient pas passés intégralement aux seuls princes portugais, ducs de Bragance,[réf. nécessaire] de la branche du roi Michel Ier, qui ont succédé à Manuel II[réf. nécessaire] comme chefs de la maison royale de Portugal déposée. Ceci est une question qui pourrait encore se poser juridiquement, et politiquement, d'un moment à l'autre, si Dom Duarte de Bragance décidait de rouvrir légalement le procès hors pair constitutif de la Fondation, contesté publiquement par son père.
En effet, il n'est toujours pas clair pour certains si le gouvernement républicain avait aboli le majorat de la Maison de Bragance, permettant ainsi légalement la création de la fondation comme ensemble de biens particuliers du roi défunt. À cet effet, Dom Duarte, duc de Bragance, encore exilé, ordonna, le 19 février 1934, au comte de Almada et à João de Azevedo Coutinho, son lieutenant au Portugal, de protester officiellement auprès de Salazar contre la confiscation des biens historiques indivisibles et privés spéciaux de la Maison de Bragance, à l'appui de plusieurs avis juridiques de quelques-uns des plus grands juristes portugais de l'époque.